# Partido Comunista de Birmania
El Partido Comunista de Birmania (en birmano: ဗမာပြည်ကွန်မြူနစ်ပါတီ; PCB) es un partido comunista clandestino en Birmania. Es el partido político más antiguo existente en el país.
Fundado en 1939, el CPB inicialmente luchó contra las fuerzas coloniales británicas antes de unirse a ellas en una alianza temporal para expulsar al Ejército Imperial Japonés invasor de Myanmar durante la Segunda Guerra Mundial. En los últimos años de la guerra, el CPB ayudó a establecer una coalición política y militar de izquierda llamada Liga Antifascista para la Libertad del Pueblo (LALP).
Sin embargo, el CPB perdió el favor de los socialistas más moderados dentro de la AFPFL debido a diferentes puntos de vista sobre cómo debería gobernarse un Myanmar independiente. La facción moderada de la AFPFL se convirtió en la fuerza política dominante en el gobierno de Myanmar tras la independencia del país en 1948. Posteriormente, el CPB fue expulsado de la AFPFL y el gobierno tomó medidas enérgicas contra las actividades políticas del partido, lo que llevó a los dirigentes del CPB a huir de la capital, Rangún. (actual Yangón). Luego, el CPB inició una insurgencia de cuatro décadas en el campo, que comenzó con una insurrección armada en Paukkongyi, región de Pegu (actual región de Bago), y terminó con un motín interno y la huida de los líderes del partido a China.
Tras el golpe de Estado de Birmania de 2021, los cuadros del CPB se rearmaron y volvieron a entrar en Myanmar. Posteriormente, el CPB anunció que había iniciado una "guerra popular" contra el Consejo Administrativo del Estado, la junta militar establecida después del golpe.

## Historia

### Fundación
El PCB se estableció en una reunión secreta a la que asistieron siete hombres en una pequeña sala de Barr Street, Rangún, el 15 de agosto de 1939. Los asistentes fueron Thakin Aung San, Thakin Ba Hein, Thakin Bo, Thakin Hla Pe (Bo Let Ya), Thakin Soe, Yèbaw Ba Tin (H. N. Goshal) y Yèbaw Tun Maung (Amar Nag). Poco después se formó un brazo armado que luchó contra el dominio colonial británico y luego contra el Ejército Imperial Japonés invasor al comienzo de la campaña de Birmania de la Segunda Guerra Mundial.

### Segunda Guerra Mundial (1941-1945)
Mientras estaban en la prisión de Insein en julio de 1941, Thakin Soe y Thakin Than Tun fueron coautores del Manifiesto Insein, que declaraba al fascismo "el principal enemigo en la guerra venidera" y pedía una cooperación temporal con los británicos y el establecimiento de una amplia alianza que incluyera la Unión Soviética. Siguió la línea de frente popular defendida por el líder comunista búlgaro Gueorgui Dimitrov en el séptimo congreso de la Internacional Comunista en 1935.
Esto iba en contra de la opinión predominante de la Asociación Nosotros los Birmanos (Dobama Asiayone o los "Thakins"), incluido Aung San, que había abandonado en secreto Birmania en 1940 con un grupo de jóvenes intelectuales, más tarde conocidos como los Treinta Camaradas, para recibir entrenamiento militar de los japoneses. Aung San y los Treinta Camaradas regresaron a Birmania en 1941 y establecieron el Ejército Independiente Birmano (EIB) para luchar contra los Aliados. Después de capturar Rangún en 1942, los japoneses establecieron un estado títere, el Estado de Birmania, y posteriormente instalaron a Aung San como su vice primer ministro en agosto de 1943. La BIA se reorganizó como las fuerzas armadas del estado títere, el Ejército Nacional de Birmania (ENB).
Thakin Soe había pasado a la clandestinidad en el delta del Irrawaddy para organizar la resistencia armada poco después de la invasión, y Thakin Than Tun, como ministro de Tierra y Agricultura, pudo transmitir información de inteligencia a Thakin Soe. Thakin Thein Pe y Tin Shwe se pusieron en contacto en julio de 1942 con el gobierno colonial exiliado en Simla, India. En enero de 1944, en una reunión secreta cerca de Dedaye en el Delta, el CPB celebró con éxito su primer congreso presidido por Thakin Soe.

Primera bandera del PCB (1939-1946)

Aung San se volvió cada vez más escéptico sobre la capacidad de Japón para ganar la guerra a medida que pasaba el tiempo y, a mediados de 1944, decidió cambiar de bando y se acercó a sus antiguos camaradas del CPB. El CPB, junto con el BNA y el Partido Revolucionario del Pueblo (PRP), formaron la Organización Antifascista (OA) en una reunión secreta en Pegu en agosto de 1944. Posteriormente, la OA pasó a llamarse Liga Antifascista para la Libertad del Pueblo (LALP) en 3 de marzo de 1945. Cinco días después, el 8 de marzo de 1945, el comandante comunista Ba Htoo del comando noroeste con base en Mandalay inició una rebelión contra los japoneses. La rebelión se convirtió en un levantamiento nacional el 27 de marzo de 1945, liderado por el ENB bajo el mando de Aung San. Las fuerzas japonesas capitularon en julio de 1945 y la LALP se convirtió en el partido político más influyente de Birmania en los años de posguerra previos a la independencia y durante varios años después de que se lograra la independencia.